# 鉄の星
鉄の星（てつのほし、英: iron star、独: Eisenstern、仏: étoile de fer、露: железная звезда）は、非常に遠い未来に出現が可能視される仮説上の天体。これが出現し得る前提として、陽子崩壊が存在しないことが必要（2020年2月現在、陽子崩壊の確たる証拠は得られていない。理論予測に反し、陽子は安定な粒子である可能性を否定できない）。高エネルギー加速器研究機構教授の松原隆彦によると、陽子崩壊が存在しないと仮定すると、あらゆる原子はいつか必ず鉄に変化する。鉄よりも原子番号が小さい元素は、トンネル効果やミューオン触媒核融合により低温核融合を起こし、最終的に最も安定な鉄56に変換される。鉄よりも原子番号が大きい元素は、核分裂やアルファ崩壊によりやはり鉄に変換され、最終的に恒星質量の冷たい鉄の塊が生成する。フリーマン・ダイソンは、鉄の星が出現するのは101500年後であろうと計算している。なお、ダイソンは、{\displaystyle 10^{10^{76}}}年後には鉄の星もさらに安定な中性子星またはブラックホールに変化するであろうとする。